# How Could Hell Be Any Worse?
A How Could Hell Be Any Worse? a Bad Religion első stúdióalbuma, amely 1982-ben jelent meg. Kiadója az Epitaph Records.

## Számlista
| 1.    | We’re Only Gonna Die          | Greg Graffin    | 2:12 |
| 2.    | Latch Key Kids                | Greg Graffin    | 1:38 |
| 3.    | Part III                      | Jay Bentley     | 1:48 |
| 4.    | Faith in God                  | Greg Graffin    | 1:50 |
| 5.    | Fuck Armageddon… This Is Hell | Greg Graffin    | 2:48 |
| 6.    | Pity                          | Greg Graffin    | 2:00 |
| 7.    | In the Night                  | Brett Gurewitz  | 3:25 |
| 8.    | Damned to Be Free             | Greg Graffin    | 2:12 |
| 9.    | White Trash (2nd Generation)  | Brett Gurewitz  | 2:21 |
| 10.   | American Dream                | Brett Gurewitzh | 1:41 |
| 11.   | Eat Your Dog                  | Greg Graffin    | 1:04 |
| 12.   | Voice of God Is Government    | Jay Bentley     | 2:54 |
| 13.   | Oligarchy                     | Brett Gurewitz  | 1:01 |
| 14.   | Doing Time                    | Brett Gurewitz  | 3:00 |
| 22:58 |                               |                 |      |

| 2004-es átdolgozott kiadás | 2004-es átdolgozott kiadás | 2004-es átdolgozott kiadás | 2004-es átdolgozott kiadás | 2004-es átdolgozott kiadás | 2004-es átdolgozott kiadás | 2004-es átdolgozott kiadás | 2004-es átdolgozott kiadás | 2004-es átdolgozott kiadás | 2004-es átdolgozott kiadás |
|                            | Cím                        | Szerző(k)                  | Eredeti megjelenés         | Hossz                      |                            |                            |                            |                            |                            |
| -------------------------- | -------------------------- | -------------------------- | -------------------------- | -------------------------- | -------------------------- | -------------------------- | -------------------------- | -------------------------- | -------------------------- |
| 15.                        | Bad Religion               | Brett Gurewitz             | Bad Religion               | 1:49                       |                            |                            |                            |                            |                            |
| 16.                        | Politics                   | Greg Graffin               | Bad Religion               | 1:21                       |                            |                            |                            |                            |                            |
| 17.                        | Sensory Overload           | Brett Gurewitz             | Bad Religion               | 1:21                       |                            |                            |                            |                            |                            |
| 18.                        | Slaves                     | Greg Graffin               | Bad Religion               | 1:20                       |                            |                            |                            |                            |                            |
| 19.                        | Drastic Actions            | Brett Gurewitz             | Bad Religion               | 2:36                       |                            |                            |                            |                            |                            |
| 20.                        | World War III              | Greg Graffin               | Bad Religion               | 0:54                       |                            |                            |                            |                            |                            |
| 21.                        | Yesterday                  | Greg Graffin               | Back to the Known          | 2:39                       |                            |                            |                            |                            |                            |
| 22.                        | Frogger                    | Greg Hetson                | Back to the Known          | 1:19                       |                            |                            |                            |                            |                            |
| 23.                        | Bad Religion               | Brett Gurewitz             | Back to the Known          | 2:10                       |                            |                            |                            |                            |                            |
| 24.                        | Along the Way              | Greg Graffin               | Back to the Known          | 1:36                       |                            |                            |                            |                            |                            |
| 25.                        | New Leaf                   | Greg Graffin               | Back to the Known          | 2:53                       |                            |                            |                            |                            |                            |
| 26.                        | Bad Religion               | Brett Gurewitz             | Public Service             | 1:48                       |                            |                            |                            |                            |                            |
| 27.                        | Slaves                     | Greg Graffin               | Public Service             | 1:07                       |                            |                            |                            |                            |                            |
| 28.                        | Drastic Actions            | Brett Gurewitz             | Public Service             | 2:31                       |                            |                            |                            |                            |                            |
| 55:28                      |                            |                            |                            |                            |                            |                            |                            |                            |                            |

## Közreműködők
- Greg Graffin – ének
- Brett Gurewitz – gitárok
- Jay Bentley – basszusgitár
- Pete Finestone – dob az 1., 3., 4., 6., 7. és 13. daloknál
- Jay Ziskrout – dob a  2., 5., 8., 9., 10., 11., 12. és a 14. daloknál
- Greg Hetson – gitárszóló (Parts III)